# Philotheria descellei
Philotheria descellei är en insektsart som beskrevs av Synave 1965. Philotheria descellei ingår i släktet Philotheria och familjen Dictyopharidae. Inga underarter finns listade i Catalogue of Life.